# Kerala High Court

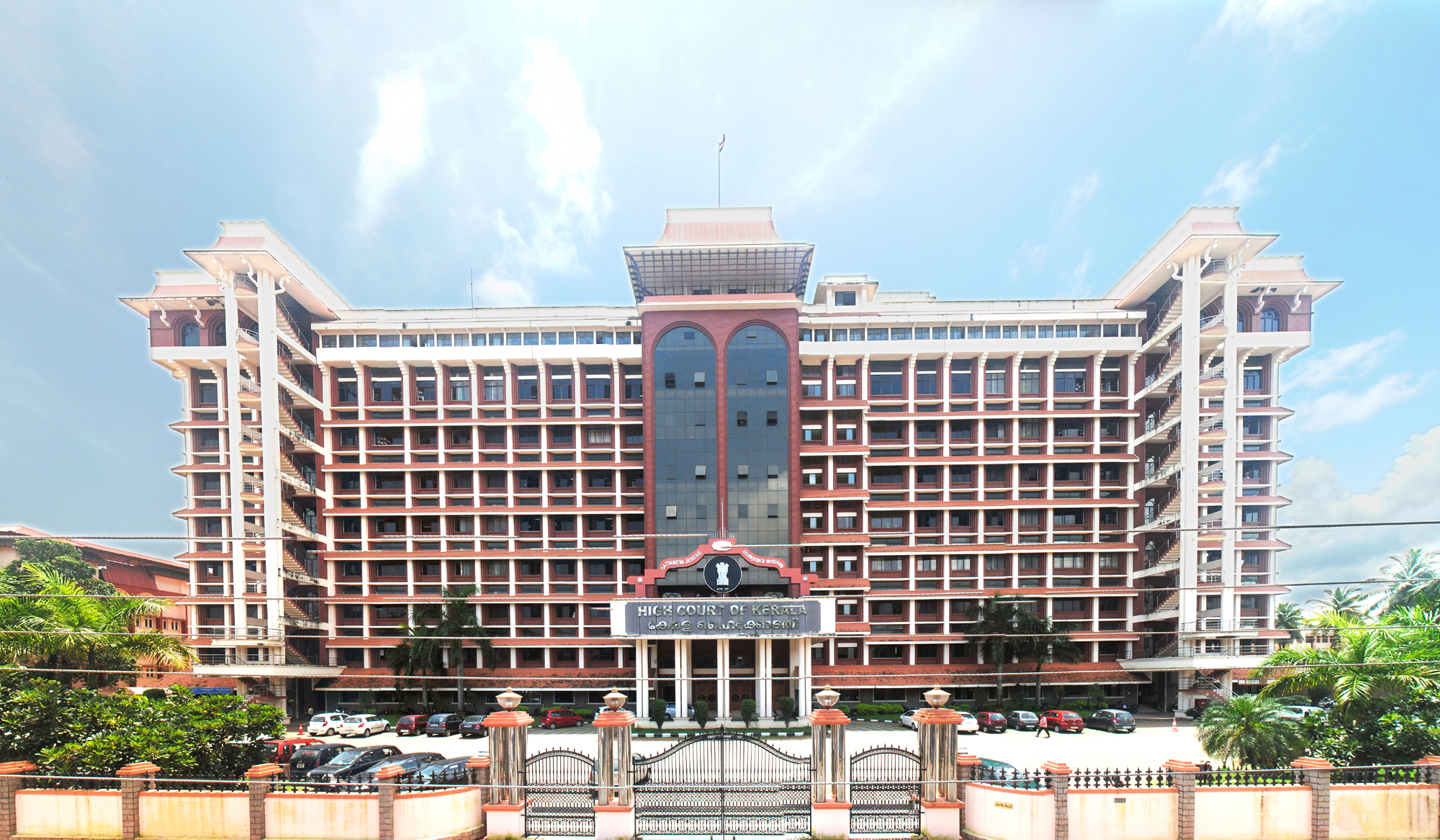
Sitz des High Court of Kerala

Der Kerala High Court (Malayalam കേരള ഹൈക്കോടതി) ist ein Obergericht in Indien. Sein Jurisdiktionsbereich erstreckt sich über den Bundesstaat Kerala und das Unionsterritorium Lakshadweep.

## Geschichte

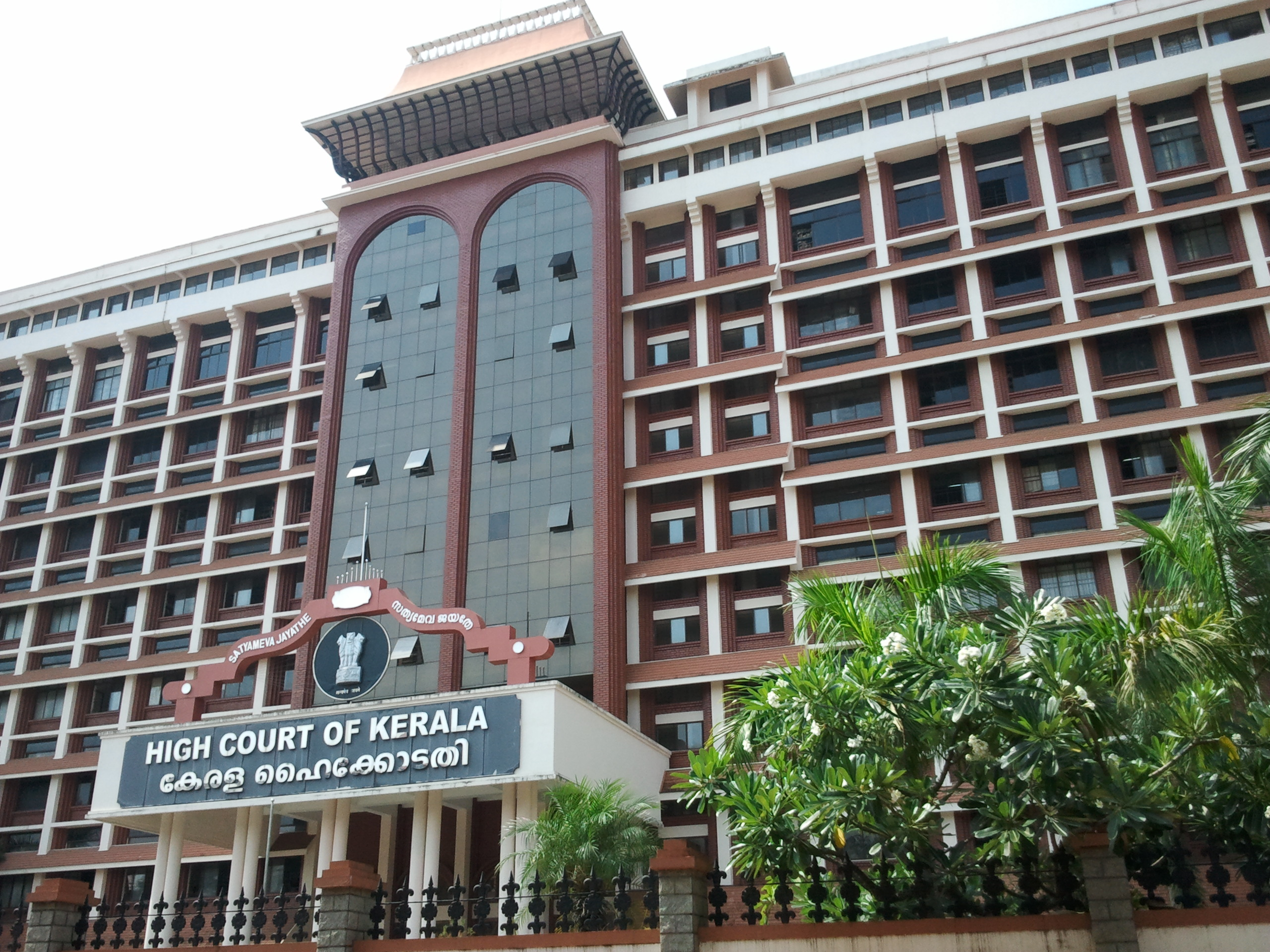
Eingangsbereich zum High Court

Bevor der Bundesstaat Kerala mit dem States Reorganisation Act am 1. November 1956 geschaffen wurde, gehörte das Gebiet Keralas zu den beiden Fürstenstaaten Travancore und Cochin. Die Malabarküste stand dagegen unter direkter britischer Herrschaft und gehörte administrativ zur Präsidentschaft Madras. Die Gerichtsorganisation der beiden Fürstenstaaten wurde im 19. Jahrhundert derjenigen des übrigen Britisch-Indien angenähert. Zuvor waren Gerichtsurteile im Wesentlichen basierend auf Gewohnheitsrecht durch lokale Machthaber gefällt worden. Während der Regentschaft der Maharani Gowri Lakshmi Bayi in Travancore wurde auf Betreiben des damaligen britischen Diwan und Regenten Colonel John Munro im Jahr 1811 eine Gerichtsorganisation auf der Basis von lokalen Distriktgerichten (Zilla-Gerichten) geschaffen. 1814 wurde auch ein Huzur-Gerichtshof (Berufungsgericht) eingerichtet. Dieser wurde 1861 durch das Sadar-Gericht ersetzt, das fortan als Oberstes Gericht Travancores fungierte. 1881 entstand daraus der High Court of Travancore. Im benachbarten Cochin wurden ebenfalls auf Initiative John Munros im Jahr 1812 zwei Gerichte, die nach kodifiziertem Recht entschiedenen, in Trichur und in Tripunithura, sowie ein Huzur-Gericht als Appellationsgericht mit drei Richtern in Ernakulam eingerichtet. 1835 erfolgte eine Reorganisation und die beiden Untergerichte wurden zu Zilla-Gerichten und das Huzur-Gericht wurde zum Appellationsgericht des Radschas. In der benachbarten Präsidentschaft Madras erfolgte eine grundlegende Reform der Gerichtsorganisation nach dem Indischen Aufstand von 1857 und 1862 nahm der Madras High Court als Obergericht der Präsidentschaft seine Arbeit auf.
Nach der Unabhängigkeit Indiens 1947 bildete sich die Fürstenstaatenunion Travancore-Cochin, die mit Inkrafttreten der indischen Verfassung 1950 zum gleichnamigen Bundesstaat wurde. Am 7. Juli 1949 wurde mit dem High Court of Travancore-Cochin ein Obergericht mit Sitz in Ernakulam geschaffen. Dem Bundesstaat war jedoch nur eine kurze Zeit der Existenz beschieden und im States Reorganisation Act 1956 wurde aus seinem Territorium zusammen mit den anderen Malayalam-sprachigen Gebieten Südindiens der neue Bundesstaat Kerala geformt. Das Gericht in Ernakulam erhielt die Zuständigkeit für alle Gebiete Keralas und den neuen Namen High Court of Kerala. Seine Zuständigkeit erstreckte sich auch auf das ebenfalls im States Reorganisation Act neu gebildete Unionsterritorien der Lakkadiven, Amindiven und Minicoy (seit 1974: Lakshadweep).

## Derzeitige Organisation
Derzeit (2017) sind einschließlich des vorsitzenden Richters (Chief Justice) 29 Richter permanent am High Court tätig. Weitere 5 Richter sind zeitweilig dort tätig. Dem High Court untergeordnet sind die 14 Distriktgerichte Keralas sowie ein Distriktgericht in Kavaratti auf Lakshadweep. Die übergeordnete Instanz bildet der Supreme Court of India in Delhi, das oberste Gericht Indiens.
Seit einigen Jahren gibt es eine Diskussion darum, ob eine Zweigstelle (bench) des High Courts in Thiruvananthapuram, der Hauptstadt Keralas eingerichtet werden soll. Die Meinungen hierzu sind geteilt. Die Anwaltsvereinigung von Kerala am High Court sprach sich dagegen aus. Im Jahr 2013 wurde eine Kommission eingesetzt, die die Frage genauer untersuchen soll.